# Hawker Hind
El Hawker Hind fue un bombardero ligero británico de los años de entreguerras, producido por Hawker Aircraft para la Real Fuerza Aérea. Fue desarrollado a partir del bombardero diurno Hawker Hart introducido en 1930. Ambos fueron diseñados por el notable ingeniero aeronautico Sydney Camm, diseñador jefe de la firma y responsable de la creación de 52 tipos diferentes de aviones, algunos de los cuales se convertirían en pilares de la RAF durante la Segunda Guerra Mundial.

## Diseño y desarrollo
A raíz de la aprobación por el gobierno británico, el 18 de julio de 1934, del Primer Plan de Expansión de la Real Fuerza Aérea (Expansion Scheme ‘A’), el Ministerio del Aire emitió la Especificación G.7/34, que requería un bombardero ligero como sustituto interino del Hawker Hart. Medida adoptada para cubrir el lapso de tiempo necesario antes de que estuviesen disponibles los bombarderos monoplanos de nueva generación Bristol Blenheim y Fairey Battle.
El proyecto de la compañía Hawker Aircraft para tal especificación fue un derivado del Hart. Los elementos estructurales seguían la fórmula desarrollada por Camm; eran una mezcla de construcción metálica que utilizaba tubos articulados, como una alternativa más barata y sencilla a las estructuras soldadas y de duraluminio, con las alas recubiertas de tela. Las principales diferencias con el anterior modelo consistían en una nueva y más potente planta motriz Rolls-Royce Kestrel V de 481/518 kW (645/695 hp) y la inclusión de refinamientos de los derivados anteriores (Hart, Demon y Hawker Hartbees) como la cabina trasera recortada desarrollada para el Hawker Demon, con la finalidad de mejorar el campo de tiro, y el acomodo en posición tendida para el bombardeo y la sustitución del patín de cola por una rueda orientable. El prototipo (matrícula K2915) fue construido muy rápidamente gracias a los trabajos de desarrollo de Hawker en otras propuestas, como el Audax y el Hawker Hardy, y realizó su primer vuelo el 12 de septiembre de 1934. Posteriormente, se incorporaron una variedad de cambios (colectores de escape tipo "cuerno de carnero", hélice metálica Fairey-Reed y mejoras de motor) en el primer Hind de producción (K4636), que voló el 4 de septiembre de 1935.

## Historia operacional

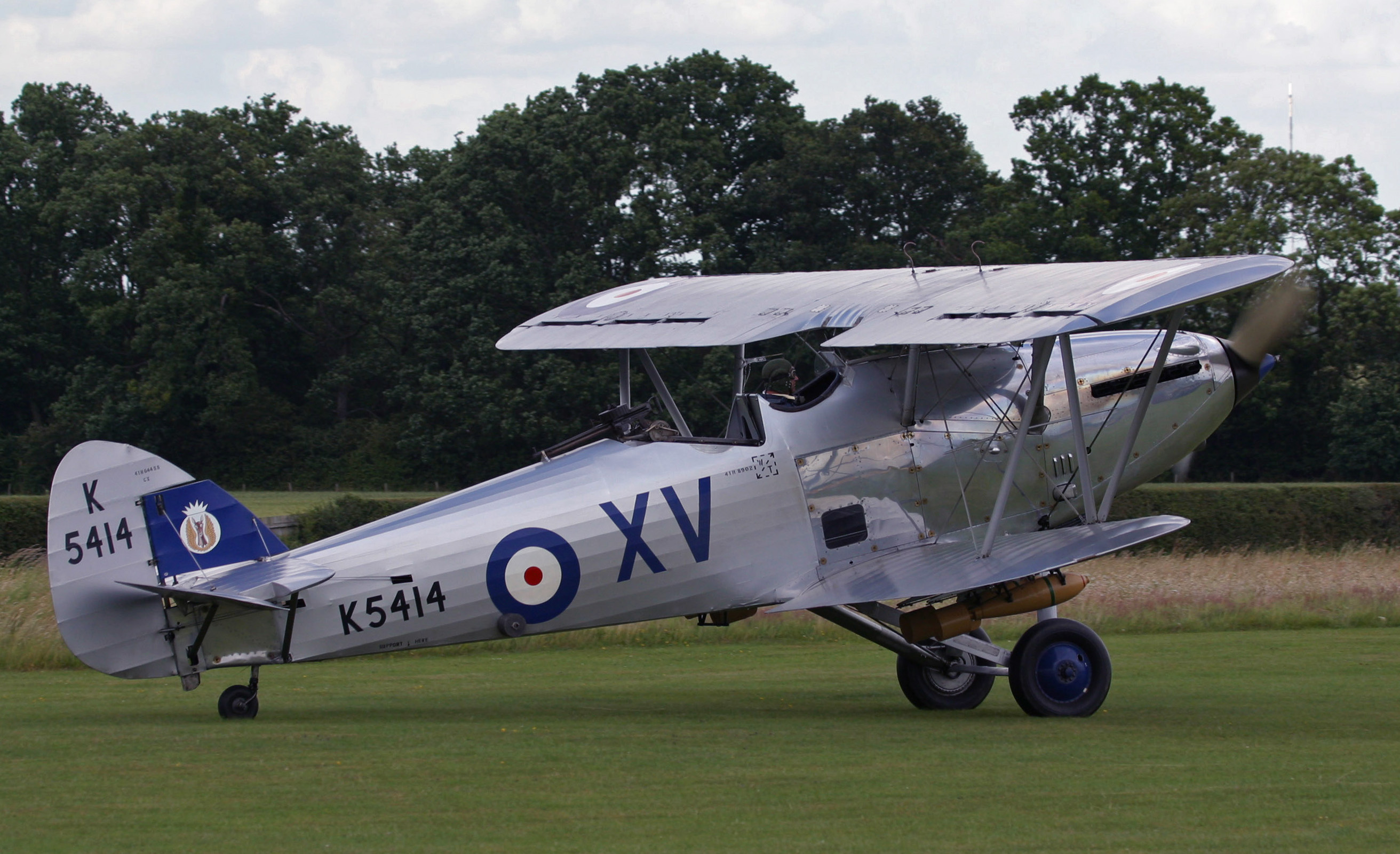
Hind (Afghan) de la Shuttleworth Collection

Su entrada en servicio comenzó en noviembre de 1935, equipando al 21º Squadron, y finalmente equipó a veinte escuadrones de bombardeo de la RAF. También se vendió una cierta cantidad a clientes extranjeros, incluyendo Afganistán, la República de Irlanda, Letonia, Persia (Irán), Portugal, Sudáfrica, Suiza y Yugoslavia. En 1937, el Hind se fue retirando del servicio de primera línea, reemplazado por los Fairey Battle y Bristol Blenheim, intercambiando muchos escuadrones de la Fuerza Aérea Auxiliar su papel con unidades de caza o patrulla marítima. Al comienzo de la Segunda Guerra Mundial, el 613º Squadron retuvo sus Hind en tareas de cooperación con el ejército, antes de reequiparse con el derivado del Hart, el Hawker Hector, en noviembre de 1939.
El Hind encontró un nuevo empleo en 1938 como entrenador, representando el siguiente paso desde el entrenamiento básico en Tiger Moth. Continuó en uso como entrenador intermedio durante la guerra. Los entrenadores Hind también fueron empleados por las fuerzas aéreas de Canadá y Nueva Zelanda. 
En 1941, realizaron operaciones en su papel original como bombarderos ligeros contra las fuerzas del Eje. Los Hind y Hartbees sudafricanos desplazados a la frontera entre Kenia y Abisinia fueron empleados contra las fuerzas italianas durante la Campaña de África Oriental y los escasos ejemplares yugoslavos fueron usados contra alemanes e italianos. Los aparatos iraníes fueron utilizados brevemente durante la invasión anglosoviética de Irán. Las bases de la Fuerza Aérea Imperial Iraní fueron ocupadas por los Aliados y sus aviones fueron destruidos o desmantelados por los británicos. También fue usado por el gobierno afgano, que adquirió a Hawker ocho ejemplares en 1937 y recibió veinte más ex-RAF en 1939 y que fueron utilizados para reprimir las revueltas tribales de 1944-1947.

## Variantes

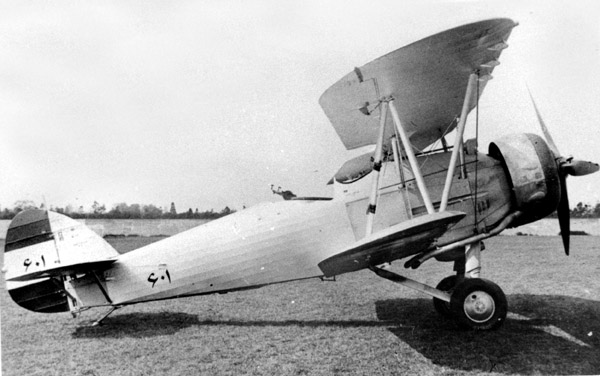
Hawker Hind con motor Bristol Mercury de la Fuerza Aérea Imperial Iraní

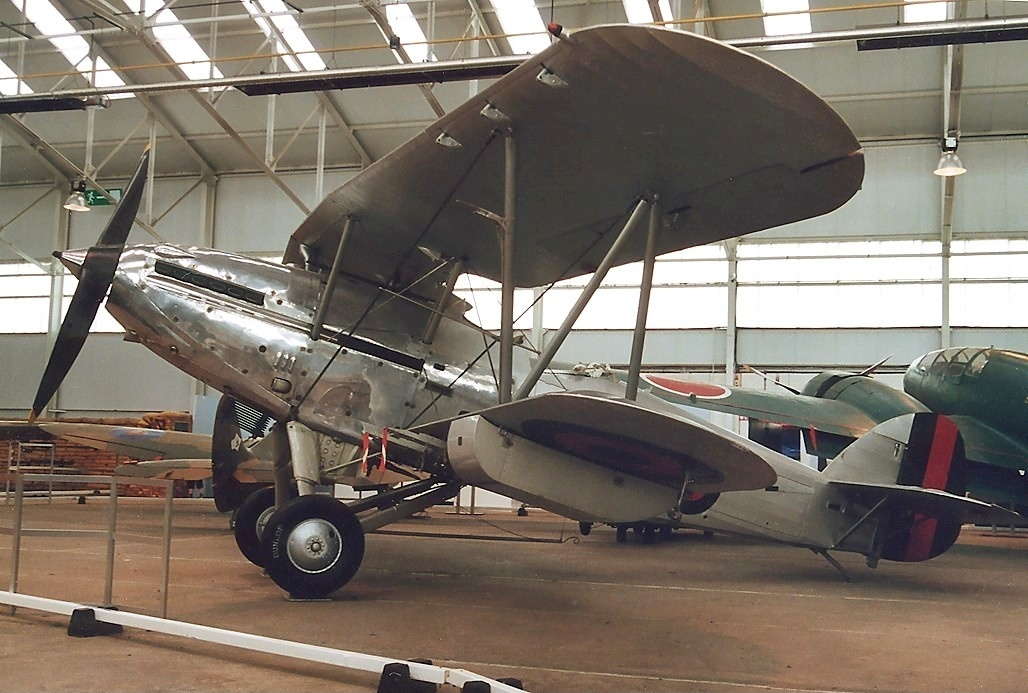
Afghan Hind de la Real Fuerza Aérea del Reino de Afganistán

Hind Mk.I
Bombardero ligero biplaza para la RAF, propulsado por un motor Rolls-Royce Kestrel V de 481/518,3 kW (645/695 hp).
Afghan Hind
Similar al Hind Mk I, cuatro aviones equipados con motores Rolls-Royce Kestrel V, más otros cuatro aviones equipados con Kestrel VDR (665/695 caballos (495,9/518,3 kW)); ocho construidos para Afganistán.
Latvian Hind
Entrenador biplaza, propulsado con el motor radial Bristol Mercury IX de 615 kW (825 hp); tres construidos para Letonia.
Persian Hind
Versión modificada del Hind Mk.I, propulsada por un motor radial Bristol Mercury VIII de 615 kW (825 hp); 35 construidos.
Portuguese Hind
Similar al Hind Mk.I, dos aviones construidos como bombarderos, dos como entrenadores; cuatro construidos para Portugal.
Swiss Hind
En la búsqueda de un nuevo avión de reconocimiento y bombardero ligero, en 1936 se compró un Hawker Hind para su evaluación. Sin embargo, el Hind no se consideró apto para las tareas a realizar y no se hicieron más encargos. El aparato se utilizó para realizar tareas especiales hasta 1945.
Yugoslav Hind
Versión modificada del Hind Mk I, dos aviones equipados con Rolls-Royce Kestrel XVI de 477,2/499,6 kW (640/670 hp), un avión equipado con un motor radial Gnome-Rhône 9K Mistral; tres construidos para Yugoslavia.

## Operadores
Afganistán
- Fuerza Aérea Afgana: adquirió 28 aviones en 1938-39, siendo retirado el último ejemplar en 1956.[8][9]

 Canadá
- Real Fuerza Aérea Canadiense

 Irán
- Fuerza Aérea Imperial Iraní

 India británica
- Componente aéreo de la RAF destacado en la Frontera del Noroeste

 Irlanda
- Irish Air Corps: seis ejemplares ex-RAF, entregados entre 1939-1940

 Letonia
- Fuerza Aérea Letona

 Nueva Zelanda
- Real Fuerza Aérea Neozelandesa

 Reino Unido
- Real Fuerza Aérea británica

 Reino de Yugoslavia
- Real Fuerza Aérea Yugoslava

## Supervivientes
En 1937-39 se vendieron 28 Hind al Gobierno afgano en dos lotes. Tras ser retirados en 1956, dos células fueron donadas al Reino Unido en 1967-68. Otras dos células fueron donadas a la National Aeronautical Collection en 1975 por el presidente afgano.
- Número de construcción 41.H.8.1899: Hind en exhibición estática con marcas afganas en el Museo de la Real Fuerza Aérea Británica de Cosford.[9]
- Número de construcción 41.H.8.1902: Hind en estado de vuelo con la Shuttleworth Collection en el Old Warden Aerodrome, Bedfordshire. Está pintado como el K5414.[11][9]
- Matrícula L7180: Hind en exhibición estática en el Canada Aviation and Space Museum en Ottawa, Ontario. Fue volado por la Real Fuerza Aérea Afgana durante los años 40 y usado como célula de instrucción para mecánicos de aviación durante los años 50.[10]
- Matrícula L7181: Hind en restauración en el Museo Imperial de Guerra de Duxford en Duxford, Cambridgeshire. Fue construido en 1937 y sirvió con el 211º Squadron de la RAF hasta que fue vendido a Afganistán en 1939, y está en restauración de larga duración por la Historic Aircraft Collection, habiendo estado previamente en la colección del Canada Aviation Museum.[12]
- Matrícula K6717: Hind en exhibición estática en el Museum of Transport and Technology en Western Springs, Auckland.[13]
- Matrícula NZ1517: Hind en restauración al estado de vuelo en la Classic Aircraft Collection en Dairy Flat, Auckland. Fue operado previamente por la Real Fuerza Aérea de Nueva Zelanda.[14]
- Matrícula NZ1535: Hind en restauración al estado de vuelo en la Classic Aircraft Collection en Dairy Flat, Auckland. Fue operado previamente por la Real Fuerza Aérea de Nueva Zelanda.[14]

## Especificaciones (Hind)
Referencia datos: The British Bomber since 1914

### Características generales
- Tripulación: Dos
- Longitud: 8,9 m (29,3 ft)
- Envergadura: 11,4 m (37,2 ft)
- Altura: 3,2 m (10,6 ft)
- Superficie alar: 32,3 m² (347,7 ft²)
- Peso vacío: 1449 kg (3193,6 lb)
- Peso máximo al despegue: 2112 kg (4654,8 lb)
- Planta motriz: 1× motor lineal V12 refrigerado por agua Rolls-Royce Kestrel V.
  - Potencia: 481 kW (663 HP; 654 CV)
- Hélices: Bipala

### Rendimiento
- Velocidad máxima operativa (Vno): 298 km/h (185 MPH; 161 kt) a 4700 m (15500 pies)
- Velocidad de entrada en pérdida (Vs): 72 km/h (45 MPH; 39 kt) [16]
- Alcance: 740 km (400 nmi; 460 mi) [17]
- Techo de vuelo: 8000 m (26 247 ft)
- Tiempo a altitud: 8' 6" para 3000 m

### Armamento
- Ametralladoras: 2× Vickers frontal sincronizada cal. 7,7 mm
 Lewis de 7,7 mm en cabina trasera
- Bombas: Hasta 230 kg en soportes subalares

## Aeronaves relacionadas

### Desarrollos relacionados
- Hawker Hart
- Hawker Demon

### Aeronaves similares
- Fairey Fox
- Vickers Vildebeest